# デジタル映画カメラ
デジタル映画カメラ（デジタルえいがカメラ）とは映画用カメラの一種で、プロの映画撮影だけでなく、他の用途にも使用できるように設計されている。

## プロフェッショナル
ハイエンドの映像製作用に特化された設計のビデオカメラを使用する。これらは大型の撮像素子を具備し、フレームレートを選択でき、低圧縮や非圧縮の記録を選択可能であり、高品質の光学系を使用できる。また、色の表現においても帯域が広くなっている。いくつかは購入出来ず貸出される事によってのみ使用できる。
デジタルシネマカメラの一例:
- ARRI ALEXA（英語版）
- RED Digital Cinema
- ソニー CineAlta
- パナソニック VARICAM
- キヤノン CINEMA EOS SYSTEM

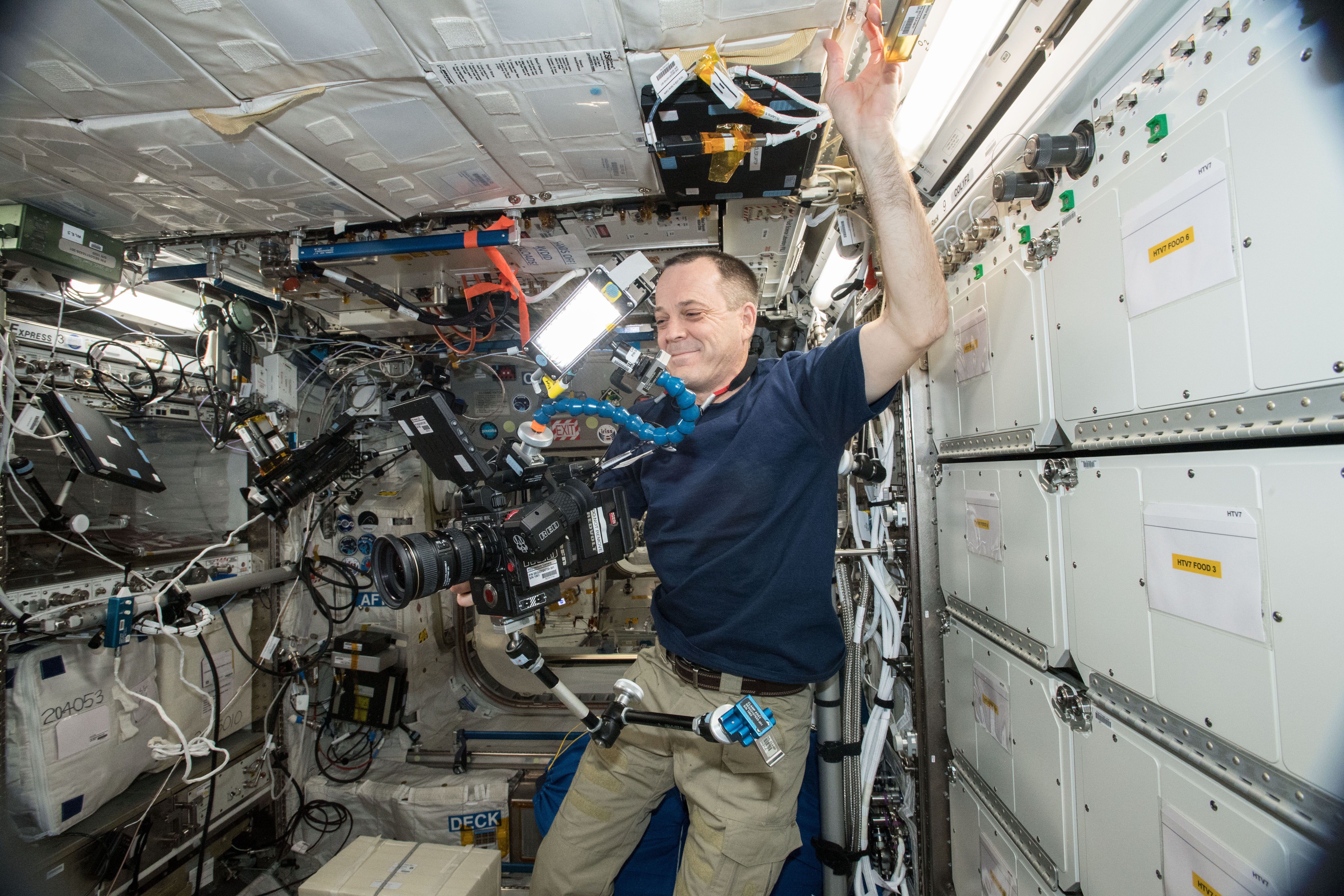
瑞德數位電影攝影機公司 (國際太空站)

- トムソン バイパー
- パナビジョン ジェネシス
- アリフレックス D-20
- ダルサ オリジン
- ブラックマジックデザイン

### ARRI ALEXA
ドイツのARRI社が開発したデジタルシネマカメラで、現在ハリウッドメジャーで最も使用されているカメラ。
操作パネルがカメラ右側に搭載されるなど複数人でのオペレートを前提としたハイエンドカメラである。
最新機種ではALEXA65（現在レンタルのみ）という6Kカメラがある。

### GS Vitec noX
noXはドイツのGS Vitecが設計した2K(横方の画素数)のデジタル映画カメラで1.2インチの単板式CCD撮像素子を備えている。ホームページによるとカメラは2007年7月からヨーロッパ市場で販売予定だそうである。、しかし、2008年3月まだ新たな入手に関する更新はない。価格は未定である。

### SI-2K
シリコンイメージング SI-2K は2K デジタルビデオカメラで単板の16mmサイズのCMOS撮像素子を搭載する。CineForm規格で圧縮されたRAWフォーマットを直接ディスクに記録する。特筆すべきは取り外し可能な小型のカメラヘッドで記録ユニットと最大100m離すことができる。ヘッドと記録ユニットの値段は$23,000である。ヘッド単体では$13,750で特別仕様のラップトップPCに記録可能である。

### トムソン ヴァイパー
トムソン ヴァイパーは三板式の撮像素子で1920×1080画素の映像が得られる。非圧縮のRGBが出力され、RAWデータが得られ、ポストプロダクションでの使用を志向している。
カメラはダイナミックピクセルマネジメントとして知られる類いまれな特徴を備えている。カメラは画素の群を可変することで縦横比を変える事を志向している。これによりアナモフィックレンズを使用したり解像度を損ねずに異なる縦横比のフォーマットに対応できる。

### ビジョン・リサーチ ファントム
2006年のNABで Vision Research Inc（ニュージャージー州Wayneを拠点とする高速デジタル撮影機材の企業）はデジタル映画カメラによるライブ映像を披露した。 ファントム65は世界最速の65mm デジタル映画カメラである。それは 4K解像度 (4096×2440)で最大毎秒125フレームの可変記録速度で70mmの被写界深度を備える。
彼らはPhantomHD高精細カメラを投入する。HD (1920×1080)または 2K (2048×1556)の解像度で毎秒1000 フレームから毎秒1まで可変である。

### フュージョンカメラシステム
映画監督であるジェームズ・キャメロンと映像技術者 ヴィンス・ペイスは三次元ステレオ撮影のためにフュージョンカメラシステムを開発した。
デジタル高精細カメラはキャメロンのドキュメンタリーであるAliens of the DeepとGhosts of the Abyssに使用された。 ロバート・ロドリゲスは、このカメラを『スパイキッズ 3-D』と 『シャークボーイ&マグマガール 3-D』 の撮影に使用した。
2007年のNABで発表されたフュージョンシステムに関するビデオは で"Sony Fusion 3D Camera System"に関して説明されている。

## プロシューマーとコンシューマーカメラ
独立系の製作会社はデジタルフィルム製作にコンシューマーとプロシューマーカメラを使用する。これらのカメラは一般的に10000ドル以下(しばしば1000ドル以下)である。画質は通常プロ用のデジタル映画カメラに比べ大きく劣るが技術の進歩により徐々にその差は縮まりつつある。
これらのカメラは高圧縮比と小型の撮像素子と光学系の質により限界がある。多く場合、搭載されたレンズは交換できない。